# Dhegiha Indijanci
Dhegiha (Ȼegiha), grupa jezično i kulturno srodnih plemena američkih Indijanaca porodice Siouan, nastanjenih na prerijama Sjeverne Amerike. Dhegihama pripadaju plemena Omaha i Ponca, koji čine podskupinu Upper Dhegiha i Kansa ili Konza (Kaw), Quapaw, i Osage, nazivani i Lower Dhegiha. Izvorno su nesumnjivo bili jedan narod nastanjen na području rijeke Mississippi, koje postupno migrira na jug dijeleći se na zasebna plemena. Potomci im danas pod svojim vlastitim plemenskim imenima žive u Oklahomi i dijelom u rezervatima po drugim državama.
Dhegihe pripadaju široj skupini Mississippi Valley Siouan, koja obuhvaća i ogranke Dakotan (Lakota, Dakota i Nakota), Winnebago (Ho Chunk) i Chiwere (Iowa, Missouri ili Niutachi i Oto ili Otoe). Njihovi jezici su slični u vokabularu i gramatici, a isto vrijedi i za pogrebne i ratne običaje kao i za plesove, itd.

## Vanjske poveznice
- The Dhegiha Sioux  Arhivirana inačica izvorne stranice od 10. listopada 2006. (Wayback Machine)